# Bóng bàn tại Đại hội Thể thao Đông Nam Á 1997
Bóng bàn tại Đại hội Thể thao Đông Nam Á năm 1997 diễn ra từ 12 đến 18 tháng 10 năm 1997 tại Pertamina Sports Hall, Simpruk, Jakarta, Indonesia. Chương trình thi đấu gồm có bảy nội dung tiêu chuẩn là: đơn nam, đơn nữ, đôi nam, đôi nữ, đôi nam–nữ (mixed), đồng đội nam và đồng đội nữ. Tại kì đại hội này, Indonesia tiếp tục khẳng định thế mạnh của mình ở môn bóng bàn khi giành được 5 tấm huy chương vàng, xếp thứ nhất toàn đoàn.

## Các quốc gia tham dự[2]
Có tổng cộng 69 vận động viên từ 8 quốc gia tham gia tranh tài môn bóng bàn tại Đại hội Thể thao Đông Nam Á 1997
- Campuchia (6)
- Indonesia (10)
- Malaysia (9)
- Myanmar (6)
- Philippines (10)
- Singapore (8)
- Thái Lan (10)
- Việt Nam (10)

## Tóm tắt kết quả[3]
| Nội dung     | Vàng | Bạc                                                                                                 | Đồng |
| ------------ | --- | --------------------------------------------------------------------------------------------------- | --- |
| Đơn nam      | Indonesia · Muhammad Al Arkam                                                                                              | Indonesia · Hadiyudo Prayitno                                                                       | Thái Lan · Chaisit Chaitat                                                                                          |
| Đơn nam      | Indonesia · Muhammad Al Arkam                                                                                              | Indonesia · Hadiyudo Prayitno                                                                       | Việt Nam · Vũ Mạnh Cường                                                                                            |
| Đơn nữ       | Singapore · Jing Junhong                                                                                                   | Indonesia · Rossy Pratiwi Dipoyanti                                                                 | Việt Nam · Nguyễn Mai Thy                                                                                           |
| Đơn nữ       | Singapore · Jing Junhong                                                                                                   | Indonesia · Rossy Pratiwi Dipoyanti                                                                 | Singapore · Tan Paey Fern                                                                                           |
|              | | | |
| Đôi nam      | Indonesia · Deddy Da Costa · Muhammad Al Arkam                                                                             | Singapore · Sen Yew Fai · Koh Chin Guan                                                             | Indonesia · Hadiyudo Prayitmo · Ismu Harinto                                                                        |
| Đôi nam      | Indonesia · Deddy Da Costa · Muhammad Al Arkam                                                                             | Singapore · Sen Yew Fai · Koh Chin Guan                                                             | Malaysia · Eng Tian Syah · Yong Hong Cheh                                                                           |
| Đôi nữ       | Indonesia · Putri Septi Naulina Hasibuan · Fauziah Yulianti                                                                | Indonesia · Rossy Pratiwi Dipoyanti · Bản mẫu:Proper name                                           | Singapore · Jing Junhong · Tan Paey Fern                                                                            |
| Đôi nữ       | Indonesia · Putri Septi Naulina Hasibuan · Fauziah Yulianti                                                                | Indonesia · Rossy Pratiwi Dipoyanti · Bản mẫu:Proper name                                           | Việt Nam · Tran Le Phuong Linh · Ngô Thu Thủy                                                                       |
| Đôi nam nữ   | Việt Nam · Vũ Mạnh Cường · Ngô Thu Thủy                                                                                    | Singapore · Sen Yew Fai · Jing Junhong                                                              | Indonesia · Muhammad Al Arkam · Fauziah Yulianti                                                                    |
| Đôi nam nữ   | Việt Nam · Vũ Mạnh Cường · Ngô Thu Thủy                                                                                    | Singapore · Sen Yew Fai · Jing Junhong                                                              | Indonesia · Hadiyudo Prayitmo · Rossy Pratiwi Dipoyanti                                                             |
|              | | | |
| Đồng đội nam | Indonesia · Muhammad Al Arkam · Deddy Da Costa · Ismu Harinto · Hadiyudo Prayitmo · Mohammad Zainuddin                     | Việt Nam · Đoàn Kiến Quốc · Đoàn Trọng Nghĩa · Lê Huy · Phạm Quốc Long · Vũ Mạnh Cường              | Malaysia · Chan Koon Wah · Choo Sim Guan · Eng Tian Syh · Ng Shui Leong · Yong Hong Cheh                            |
| Đồng đội nam | Indonesia · Muhammad Al Arkam · Deddy Da Costa · Ismu Harinto · Hadiyudo Prayitmo · Mohammad Zainuddin                     | Việt Nam · Đoàn Kiến Quốc · Đoàn Trọng Nghĩa · Lê Huy · Phạm Quốc Long · Vũ Mạnh Cường              | Thái Lan · Sanan Ariyachotima · Chaisit Chaitat · Kobakij Chamnapaisan · Virotin Chanpaka · Nattapong Suntonthiti   |
| Đồng đội nữ  | Indonesia · Rossy Pratiwi Dipoyanti · Putri Septi Naulina Hasibuan · Bản mẫu:Proper name · Nani Sugiani · Fauziah Yulianti | Việt Nam · Huỳnh Trung Hiếu · Ngô Thu Thủy · Nguyễn Mai Thy · Trần Lê Mỹ Linh · Trần Lê Phương Linh | Singapore · Jing Junhong · Koh Li Ping · Lau Yu Han · Tan Paey Fern                                                 |
| Đồng đội nữ  | Indonesia · Rossy Pratiwi Dipoyanti · Putri Septi Naulina Hasibuan · Bản mẫu:Proper name · Nani Sugiani · Fauziah Yulianti | Việt Nam · Huỳnh Trung Hiếu · Ngô Thu Thủy · Nguyễn Mai Thy · Trần Lê Mỹ Linh · Trần Lê Phương Linh | Thái Lan · Pornsri Ariyachotima · Nanthana Komwong · Anisara Muangsuk · Suttilux Rattanaprayoon · Tidaporn Vongboon |

## Bảng huy chương
| Hạng               | Đoàn               | Vàng | Bạc | Đồng | Tổng số |
| ------------------ | ------------------ | ---- | --- | ---- | ------- |
| 1                  | Indonesia (INA)    | 5    | 3   | 3    | 11      |
| 2                  | Singapore (SIN)    | 1    | 2   | 3    | 6       |
| 2                  | Việt Nam (VIE)     | 1    | 2   | 3    | 6       |
| 4                  | Thái Lan (THA)     | 0    | 0   | 3    | 3       |
| 5                  | Malaysia (MAS)     | 0    | 0   | 2    | 2       |
| Tổng số (5 đơn vị) | Tổng số (5 đơn vị) | 7    | 7   | 14   | 28      |